# Шабуров, Александр Владимирович
Александр Владимирович Шабуров (род. 20 мая 1986, Курган) — российский самбист, мастер спорта России международного класса. Выступает в весовой категории до 74 кг. Чемпион Европы 2012 года.

## Биография
Александр Владимирович Шабуров родился 20 мая 1986 года в городе Кургане Курганской области.
Братья Александр и Артем Шабуровы в 1997 году попросили отца отвести их в самбо. До этого они занимались в художественной школе — рисовали, лепили, из бисера плели, но семья поменяла место жительства. Поблизости располагался детский (подростковый) центр «Мостовик». Наставник — Александр Владимирович Пудовкин был воспитанником заслуженного тренера РСФСР Виктора Федотовича Евтодеева. Артем со временем закончил тренировки, а Александр до сих пор не мыслит себя без борьбы.
В 2012 году завоевал серебряные медали чемпионата России и Суперкубка мира.
15 декабря 2013 года был удостоен высокой чести стать одним из факелоносцев эстафеты олимпийского огня зимних Олимпийских игр 2014 года. Он нёс факел в городе Кургане.
Окончил факультет психологии, валеологии и спорта Курганского государственного университета, получает второе высшее образование по специальности «Государственное и муниципальное управление» в Курганском филиале РАНХиГС.

## Статистика выступлений
| Год  | Турнир           | Город          | Результат | Примечание |
| ---- | ---------------- | -------------- | --------- | ---------- |
| 2006 | Первенство мира  | Латвия, Лиепая | место     |            |
| 2012 | Чемпионат Европы | Россия, Москва | место     | [ 1 ]      |

- Первенство России по самбо 2004 года (юноши) —  место
- Первенство России по самбо 2006 года (юниоры) —  место
- Кубок России по самбо 2007 года —  место
- Чемпионат России по самбо 2008 года — 5 место
- Чемпионат России по самбо 2010 года —  место
- Кубок России по самбо 2011 года —  место
- Чемпионат России по самбо 2012 года —  место[5]
- Кубок России по самбо 2013 года —  место
- Чемпионат России по самбо 2014 года — 5 место
- Чемпионат России по самбо 2015 года —  место
- Кубок России по самбо 2015 года —  место
- Кубок России по самбо 2016 года —  место
- Кубок России по самбо 2017 года —  место

## Семья
- Отец — Владимир Егорович, мастер спорта по велоспорт;
- Мать — Любовь Александровна;
- три брата и сестра. Младший брат Артём — Мастер спорта России по самбо;
- Жена — Светлана, из спортивной семьи. У неё отец самбист и три брата самбиста;
- Две дочери — Софья и Ирина.